# ダリル・パウエル
ダリル・パウエル（Darryl Anthony Powell、1971年11月15日 - ）は、ジャマイカの元サッカー選手。元ジャマイカ代表。ポジションはディフェンダー。

## 来歴
1998年3月にジャマイカ代表デビュー。1998 FIFAワールドカップのメンバーにも選ばれ、2試合に出場した。2001年までに21試合に出場、1得点をあげた。

## 代表歴

### 出場大会
- ジャマイカ代表
  - 1998 FIFAワールドカップ

### 試合数
- 国際Aマッチ 21試合 1得点（1998年-2001年）[1]

| ジャマイカ代表 | 国際Aマッチ | 国際Aマッチ |
| 年             | 出場        | 得点        |
| -------------- | ----------- | ----------- |
| 1998           | 5           | 1           |
| 1999           | 5           | 0           |
| 2000           | 5           | 0           |
| 2001           | 6           | 0           |
| 通算           | 21          | 1           |